# Nyúzóvölgyi vérengzés

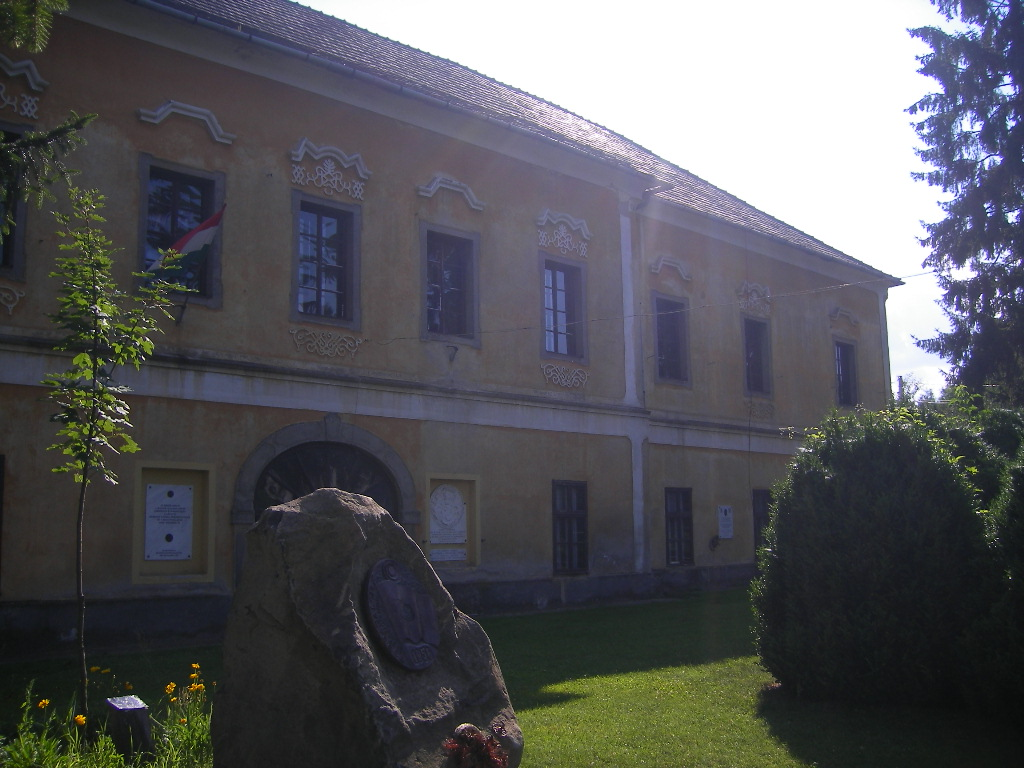
Az egykori kemencei vármegyeháza épülete, ahol fogva tartották az igaztalanul megvádolt cigányok egy részét

A honti emberevőper néven ismert eset cigányok elleni tömeges kivégzés volt 1782-ben, amelyet egy justizmord – vagyis végzetes bírói döntés következtében végrehajtott gyilkosság – eredményeképpen követtek el Hont vármegyében (akkori székhelyén, Kemencén, valamint Bát és Csáb községben). Több mint száz embert igaztalanul vádoltak meg a vármegyei hatóságok kannibalizmussal 1782-ben, majd 84 embert elítéltek, s közülük 41-et kivégeztek. (Augusztus 24-én 15 főt a kemencei vesztőhelyen.)
Az eljárás során nem mutattak fel semmiféle konkrét bizonyítékot a cigányok ellen (akik minden valószínűség szerint nem voltak mind romák, mivel a korabeli "Zingarus" fogalma nem volt tisztán etnikai kategória), nem is beszélve arról, hogy a vádlottak egy része pszichikai terror és fizikai bántalmazások hatása alatt vallotta magát bűnösnek.
Egy hasonló, minden törvényességet és alapot nélkülöző eljárásra sor került Szepsiben is, az első világháborút követően, amit a csehszlovák hatóságok műveltek az ottani cigányokkal és szintén emberevés volt az igaztalan vád, bár a vizsgálóbíró végül, felismerve a vallomások hiteltelenségét, a hivatalos vádiratba nem volt hajlandó belefoglalni. Halálos ítélet akkor nem született.
A honti cigányok elleni koncepciós per sokban hasonlít a tiszaeszlári vérvádhoz, amelyet szintén elvakult gyűlölet és etnikai, valamint egyéb ellentétek szültek, de el is tér attól, mivel – jelenlegi tudásunk szerint – nem volt a per és a nyomozás mögött szándékos, rosszindulatú manipuláció, hanem társadalomlélektani okok vezettek oda, hogy a nemesektől a legszélesebb közvéleményig mindenki elhitte a per áldozatainak bűnösségét.

## Előzmények
A feszültségeket csak fokozta, hogy Mária Terézia és II. József erőszakos eszközökkel próbálta meg integrálni őket a társadalomba: a letelepedésre kényszerítés jelentett csak megoldást arra, hogy a meg lehessen őket adóztatni.
A fennmaradt 30 vallomási jegyzőkönyv, valamint egyéb hivatalos iratok elszórt információiból egyértelmű, hogy a perbe fogottak döntő többsége jobbágyi és zselléri jogállású, házhellyel rendelkező kárpáti cigány volt, akik változatos foglalkozásokat űztek. Volt köztük kovács, muzsikus, bányamunkás, hajdú, vajda, szénégető, kereskedő. Többük vallomásában szerepel, hogy katolikus vallásúak voltak.
A közemberek annyira mély előítéletekkel viseltettek irántuk, hogy bármilyen vélt vagy valós, súlyosabbnak számító bűntény elkövetését is rögtön rájuk fogták, melynek a korabeli jogrendszerben jogi lehetősége is megvolt az ún. vélelem révén.
Az apróbb vagyon elleni bűncselekmények vagy akár nagyobb értékű lopások és rablások annyira minden naposak voltak az országban – melyek jogtörténeti elemzésekből kitűnik, a nem cigány lakosság körében is megemelkedtek –, hogy a Helytartótanács feleslegesnek érezte minden ügy kivizsgálását, ezért a cigánykérdés rendezésében a vármegyéknek gyakorlatilag szabad kezet adott.

## A per kezdete
1782. márciusában elfogtak és vélelem alapján előállították a negyvenes éveiben járó Zsigárd Istvánt, feleségét Kurali Máriát, és egyik fiukat, a húszéves Zsigárd Mihályt két betöréses eset kapcsán. Az egyiket Viszokán (ma Hegyeshely) egy mészárszék ellen, a másikat Felsőalmáson (ma Hontalmás része), az ottani kerekes kamrája ellen követték el. Utóbbit ki is fosztották. A per fennmaradt közel ötszáz oldalnyi iratanyagában nincs bizonyíték arra vonatkozólag, hogy ők a tettesek, sőt még az eltűnt holmi sincs megnevezve. Bár az esetek részletei homályosak, de annyi bizonyos, hogy a hatóság noha nem folyamodhatott kínvallatáshoz, Kurali Máriát korbácsolással fenyegették, Zsigárd Mihályt több ízben súlyosan megbotozták, amit a korabeli jog nem tekintett tortúrának, azaz kínvallatásnak. Ezt követően hosszú napokra börtönbe vetették őket, majd Zsigárd Mihályt újra megbotozták, mire magukra vállalta nemcsak a lopásokat, de egy emberölést is beismert. Erre a hont vármegyei hatóság kiterjedt nyomozást rendelt el, amely az ügy elmérgesedéséhez vezetett.

## Út a kivégzésekig
Zsigárd Mihály végül 15 rendbeli állítólagos rablógyilkosságot bevall, aminek hatására egyre több és több embert vádoltak meg és tartóztatnak le. Az elfogottak a per során összesen 31 ember meggyilkolását vallják alaptalanul magukra. Mindezt pedig úgy, hogy egyetlen személyt sem tartottak nyilván hivatalosan áldozatként, sőt csupán egy család kereste az egyik elveszett hozzátartozóját, egy Pereszlényből (ma Ipolyság része) való mészárost, aki még az év tavaszán tűnt el nyomtalanul. A nyomozás ráadásul nem talált semmilyen kézzel fogható bizonyítékot, így emberi maradványokat sem.
Előfordult, hogy a kínvallatás hatására többen vállalták, megmutatják merre ásták el a holttesteket (legalább négy különböző helyen a keresést el is végezték), ám, mint kiderült, ezt csak azért vallották mert lehetőséget láttak megszökni az általuk megjelölt helyszínek felé tartva. Az ilyen szökési kísérletek rendre kudarcba fulladtak, aminek következtében a hatóságok a továbbiakban még brutálisabb eszközökkel vallatták a vádlottakat.
Az eljárást jól jellemzi, hogy a gyilkosságok kapcsán a hatóság puszta feltevésekbe bonyolódott, miszerint azért nem tudni többet az áldozatokról, mert messziről érkezett egyének, házalók lehettek, így próbálván magyarázatot találni a legfőbb ellentmondásra, hogy a környéken nem voltak eltűnt személyek. További szisztematikus, cigányellenes motivációnak mutatkozik az ügyben a vármegye szokatlanul nagy „buzgalma” is. Ebből fakadóan jogilag teljesen megalapozatlan volt a vád, de a cigányok bűnösségéhez a vármegye részéről kétség sem fért. Náthy Ferenc prókátor, aki a cigányok kirendelt védője volt, hangsúlyozta, hogy tárgyi bizonyíték nincs és a terhelő vallomások is kizárólag a vádlottakból kicsikart elmondottakra alapozódnak.
Egy asszony végül a kínzások hatására a többször is feltett kérdésre – ami azt firtatta, hogy hová rejtették el a holttesteket – azt felelte, hogy megették őket. A válasz komoly „lavinát” indított el, amelynek több vármegyére kiterjedő embervadászat lett az eredménye. Kb. 200 embert állítottak elő nemtől és kortól függetlenül, akiket a kannibálgyilkosságok elkövetésével kezdtek el vádolni. A kemencei tömlöc zsúfolásig megtelt, így a többi előállított egyént pincékbe, ólakba, istállókba, pajtákba zárták be, gyakran szörnyű körülmények közé.
Tanúk vagy bizonyítékok továbbra sem akadtak, de az egyre tébolyultabb kínzások hatására a cigányok mégis vallani kezdtek, csak azért, hogy mihamarabb véget érjenek a kínjaik. Ebben közrejátszottak a vádat képviselő ügyészek, akik minden eszközt bevetettek, csak hogy rájuk bizonyíthassák az állítólagos kannibálgyilkosságokat, nem is beszélve az őrök fizikai és verbális agressziójáról, amelynek minden pillanatban ki voltak téve. A vallomásokban olyan elképesztő dolgokat mondtak a vádlottak, hogy az áldozatok állítólagos „lemészárlása és megevése” alatt hangosan zenéltek, az asszonyok énekeltek, hangoskodtak, csakhogy elnyomják azok halálsikolyait.
A botozásos és korbácsolásos kínzások eszközeiről és módjairól bőven tanúskodnak a korabeli periratok és jegyzőkönyvek, ugyanakkor soha nem nevezik néven az állítólagos áldozatokat vagy azok családtagjait, lakóhelyüket stb. Ráadásul a vád alá vont cigányok már évtizedek óta jelen voltak Hont területén, egyéb kihágásaikról, tanúkról és hasonló esetekről nem esik szó sem a per anyagjaiban, sem más forrásokban.
A kemencei esettől függetlenül még a kihallgatások idején elfogtak egy Hont és Bars vármegye területén élő személyeket, akiket hasonló eszközökkel vallattak, és végül ők is beismertek gyilkosságokat, valamint az emberevést is. 
Vajna Károly történész elképzelése szerint annyi alapja lehetett az egésznek, hogy a cigányok vezetőjének gondol Sárközi György elhitette társaival, miszerint a hús, amit esznek emberi eredetű, amivel egyrészt tekintélyt akart parancsolni magának, kifejezve erejét, másrészt zsarolni akarta azokat, akik ki akartak netán lépni a közösségből. Ez a hipotézis azonban nem állja meg a helyét, ugyanis a történelmi, néprajzi és antropológiai kutatások alapján tudjuk, hogy a cigányság körében nem voltak ilyen tipusú vezetők, sőt Sárközi annyi minden, önmagára terhelő vallomás mellett határozottan állítja, nem volt vezetőjük, csak társuk. Vezető volt azonban Bartos Pál vajda Szentantalról, de őt a per későbbi szakaszában fogták el és állították a vádlottak padjára. 
A bírók mindezeket a kínzásokból nyert beismeréseket perdöntőnek tekintették és 84 emberre, férfiakra és nőkre róttak ki, börtönbüntetéseket száműzetéssel, korbácsolásokkal súlyosbítva, továbbá halálos ítéletet, aminek végrehajtási módja különféleképp változott. Több olyan, különösen kegyetlen kivégzési módot is kiszabtak büntetésként, melyek a korban már nem voltak gyakorlatban. A per első, kivégzéssel végződő szakaszának utolsó napokban a per már gyorsított eljárásban zajlott, mivel a vádak hatására megyeszerte lincshangulat alakult ki, továbbá az ítélőszék tagjai attól féltek, hogy "haramia bandák" támad rá a vármegyeházára, hogy kiszabadítsák a fogvatartottakat. Ilyen banda azonban csak az ő képzeletükben létezett.

## A kivégzések
A per első szakaszában, 1782. augusztus 10-én és 21-én 41 vádlottat ítéltek el, akik közül 17 asszonyra lefejezés várt; 15 férfira kötél általi halál, hatra kerékbe törés, a három főbűnösre felnégyelés. Halmazati büntetésként végig kellett nézniük családtagjaik, ismerőseik halálát. Az első kivégzéseket augusztus 22-én Báton hajtották végre, itt 13 személyt végeztek ki.
Augusztus 24-én a Kemence határában álló akasztófánál folytatódtak a kivégzések. Megfélemlítés céljából számos cigány család tagjait terelték ide, hogy nézzék végig az elítéltek halálát. Nagy számban érkezett továbbá az esemény megtekintésére a környék magyar és szlovák lakossága is. A jobb láthatóság érdekében még magasabb emelvényt is ácsoltak a vesztőhelyen.
Elsőként hét nőt fejeztek le. A holttesteiket a helyszínre kényszerített gyerekeknek és időseknek kellett puszta kézzel elkaparniuk. A kötél általi halálra ítélt férfiak közül ötnek a feleségét kényszerítették arra, hogy kötözzék össze uraik kezét, míg a létrát, amelyet a hóhér a háromágú akasztófának támasztott, a gyerekeiknek kellett odébb tenniük.
A kerékbe törést, amely hagyományosan előbb nyakszirtre mért ütéssel kezdődött volna (így sok esetben a kivégzettek hamar meghaltak, megszabadulva a további kínoktól), szándékosan fordítva, a bokától kezdték el, csakhogy minél tovább tartson az elítéltek szenvedése. Sárközi Györgyöt felnégyelték, s az ő esetében is nem a fejjel kezdték, hanem előbb a többi testrésszel.
A kivégzettek maradványait négy jelentősebb településen tették közszemlére.
Augusztus 26-án Csábon folytatódtak a kivégzések. Itt hét nőt fejeztek le, négy férfit fölakasztottak, kettőt kerékbe törtek.
Ezt követően II. József az újságokból értesült az esetről, és gyorsan felfüggesztette a pert, leváltotta az ítélőszék elnökét Erdődy József grófot, mivel az uralkodó értelmezése szerint a vármegyei szervek nem kérték a császár jóváhagyását a páratlan bűneset és tömeges kivégzés kapcsán, holott az kötelező lett volna, hogy az uralkodó élhessen kegyelmi jogával. Ekkor még körülbelül 110 ember várt ítéletre, sokuk a legsúlyosabb ítéletre számíthattak. Vélhetően a közhangulat is meghatározta azt, hogy az amúgy kiemelt fontosságú ügy anyagjait a vármegye nem küldte meg Bécsnek kivizsgálásra, ugyanakkor bizonyítható, hogy a vármegyei vezetők el akarták kerülni az esetleges uralkodói kegyelmet, ahogy a barsi alispán is, aki levelében kifejtette, hogy a cigányokkal szemben a „kiirtás” az egyetlen megoldás.
II. József új adminisztrátort nevezett ki a vármegye élére Kelcz József kancelláriatanácsos személyében, aki folytatta a 97 kannibalizmussal vádolt személy ügyét.
Az ügyben végül közel ötven embert felmentettek, de további halálos ítéleteket is kiszabtak, melyeket a császár meghagyásából – miután már elszenvedték a halálfélelmet – kegyelem gyanánt börtönbüntetésre (temesvári erődítési munkára) és száműzetésre, nők esetében vármegyei börtönre és félévenkénti korbácsolásra változtatták. 
A per áldozatainak gyermekeit elvették tőlük és parasztcsaládok gondjaira bízták, akiknek a nevelőszülőségért a vármegye 3 garas napi díjat és ingyen ruhát is fizetett. Mindazonáltal a honti események hatására hasonló kannibálperek indultak cigányok ellen Zólyom és Bars vármegyékben is.

## A gyermekek sorsa
A per során 64, név szerint ismert gyerek maradt árván. Közöttük volt a per ideje alatt született ikrek, Didi Ádám és Didi Éva. A hétévesnél nem nagyobb gyerekeket – szám szerint 50-et – alapos tervezés után, déli vármegyékbe szállították, és egymástól elszakítva parasztok és iparosok nevelésére bízták. Ugyanakkor ez csak a tervezési dokumentumokban szerepelt így, a valóságban 10 gyerek meghalt tavasz előtt, így az ő elhelyezésükről nem kellett gondoskodni. A vármegyei jelentésekből egyes gyerekek sorsát 1786-ig nyomon lehet követni. Valószínűsíthető azonban, hogy ténylegesen több gyermek maradt árván, mivel a 17 éves vak Didi Apollónián kívül a legidősebb gyermek is csupán 12 éves, idősebbek nem szerepelnek a tervezeteken. Ezt a körülményt összevetve a szülők életkorával, valamint a törvénnyel, miszerint a nagyobb cigány gyerekek iparosoknál kénytelenek nevelkedni, arra következtethetünk, hogy azért hiányoznak a dokumentumokból, mert az ő elhelyezésükről sem kellett gondoskodni.
A 14 nagyobb gyermek sorsáról II. József személyesen rendelkezett, előbb a tallósi fenyítőházba szállíttatta őket nevelés végett, majd mivel elégedetlen volt a helyi körülményekkel, Bécsbe vitette őket abból a célból, hogy később ún. mintaiskolákban szórja szét őket. Források csak a Bécsbe tartó útról maradtak fenn, a gyerekek későbbi sorsát nem ismerjük.

## Emléke
A korabeli Európában is nagy figyelmet kapott a honti cigányok igaztalan kannibalizmusa, amelyet a korszellem előítéletességének megfelelően többnyire nem vontak kétségbe, sőt dicsérték is a magyar hatóságokat a kivégzésekért. Kortárs tudósok is úgy vélték, hogy a cigányok bűnössége kész tény. Egy hasonló esetre sor került már Spanyolországban, kerek száz évvel a kemencei pert megelőzően, 1682-ben. Akkor is kannibalizmussal vádoltak meg romákat, és azok szintén kínzás hatására vallották magukat bűnösnek.
A honti eset idővel a feledés homályába merült, és ma is csak ritkán foglalkoznak vele. A tragédia 200. évfordulóján kopjafát állítottak a meghurcolt romák emlékére a Nyúzóvölgyben. 2022 augusztusában, az esemény 240. évfordulójára egy emléktáblát avattak a hajdani vármegyeháza falán.